# Saint-Marc-du-Lac-Long
Saint-Marc-du-Lac-Long es un municipio parroquial canadiense situado en la provincia de Quebec.

## Superficie
Saint-Marc-du-Lac-Long tiene una superficie de 148,64 km².

## Demografía
En 2021, tenía 365 habitantes, una densidad poblacional de 2,5 hab./km², y 263 viviendas.